# 皇宫饭店
皇宫饭店原称环球饭店创办于1886年，是当时天津的高档饭店之一，后改名“皇宫饭店”。坐落于天津英租界的主要街道维多利亚道（今解放北路177号至179号）。2010年3月，该建筑因地处天津英式风情区一号院而被拆除。

## 历史
1883年，英国传教士殷森德在天津英租界维多利亚道（今解放北路177号至179号）开办了一家名叫“泥屋饭店”的小型旅店（今天津利顺德大饭店）。1886年，其又在泥屋饭店附近开办环球饭店。皇宫饭店开业后也举办过很多社会活动，其中包括刘大同画展和林默予的婚礼。1995年，该饭店经过大规模的改建后与外方合资经营管理，皇宫饭店也成为天津首家中国和新加坡合资的涉外三星级饭店。2010年3月，该建筑因地处天津英式风情区一号院而被拆除。